# Copa Intercontinental de Basquete de 2013
A Copa Intercontinental de Basquete de 2013 foi a vigésima terceira edição do torneio máximo de clubes da FIBA envolvendo os campeões da Euroliga 2013 (Olympiacos) e da Liga das Américas 2013 (Pinheiros) que aconteceu entre os dias 4 e 6 de outubro no Ginásio Poliesportivo José Corrêa em Barueri, São Paulo.

## Resultado Final
| Partida  | Data                       | Time 1     | Placar  | Time 2    |
| -------- | -------------------------- | ---------- | ------- | --------- |
| Jogo 1   | 4 de Outubro (Sexta-Feira) | Olympiacos | 81–70   | Pinheiros |
| Jogo 2   | 6 de Outubro (Domingo)     | Olympiacos | 86–69   | Pinheiros |
| Agregado |                            | Olympiacos | 167–139 | Pinheiros |

## Destaques Individuais
- MVP -  Vassilis Spanoulis  (Olympiacos).[3]
- Maior anotador -  Shamell Stallworth  (Pinheiros), com 53 pontos.
- Mais assistências -  Vassilis Spanoulis  (Olympiacos), com 16 assistências.
- Maior reboteiro -  Bryant Dunston  (Olympiacos), com 27 rebotes.

## Classificação
| Pos. | Equipes    | Pts | J | V | D | PM  | PS  | Dif |
| ---- | ---------- | --- | - | - | - | --- | --- | --- |
| 1    | Olympiacos | 4   | 2 | 2 | 0 | 167 | 139 | +28 |
| 2    | Pinheiros  | 2   | 2 | 0 | 2 | 139 | 167 | -28 |

| Copa Intercontinental de Basquete de 2013 |
| Grécia                                    |
| ----------------------------------------- |
| Campeão Olympiacos (1º título)            |